# Drucat
Drucat est une commune française située dans le département de la Somme, en région Hauts-de-France.
Depuis juillet 2020, la commune fait partie du parc naturel régional Baie de Somme - Picardie maritime.

## Géographie

### Localisation
Drucat est un village picard du Ponthieu composé d'un bourg et d'un hameau appelé Le Plessiel. 
Limitrophe d'Abbeville, la localité est située à 41 km au nord-ouest d'Amiens à vol d'oiseau.
Le territoire de la commune est limitrophe de ceux de six communes.
Les communes limitrophes sont Neuilly-l'Hôpital, Abbeville, Buigny-Saint-Maclou, Caours, Hautvillers-Ouville et Millencourt-en-Ponthieu.

### Hydrographie

#### Réseau hydrographique
La commune est située dans le bassin Artois-Picardie. Elle est drainée par le Scardon, le Drucat et divers autres petits cours d'eau.
Le Scardon, d'une longueur de 12 km, prend sa source dans la commune de Saint-Riquier et se jette  dans la Somme canalisée à Abbeville, après avoir traversé six communes. Les caractéristiques hydrologiques du Scardon sont données par la station hydrologique située sur la commune. Le débit moyen journalier maximum est de 30,7 m3/s, atteint lors de la crue du 30 novembre 2022. Le débit instantané maximal est quant à lui de 2,83 m3/s, atteint le 9 mai 2024.

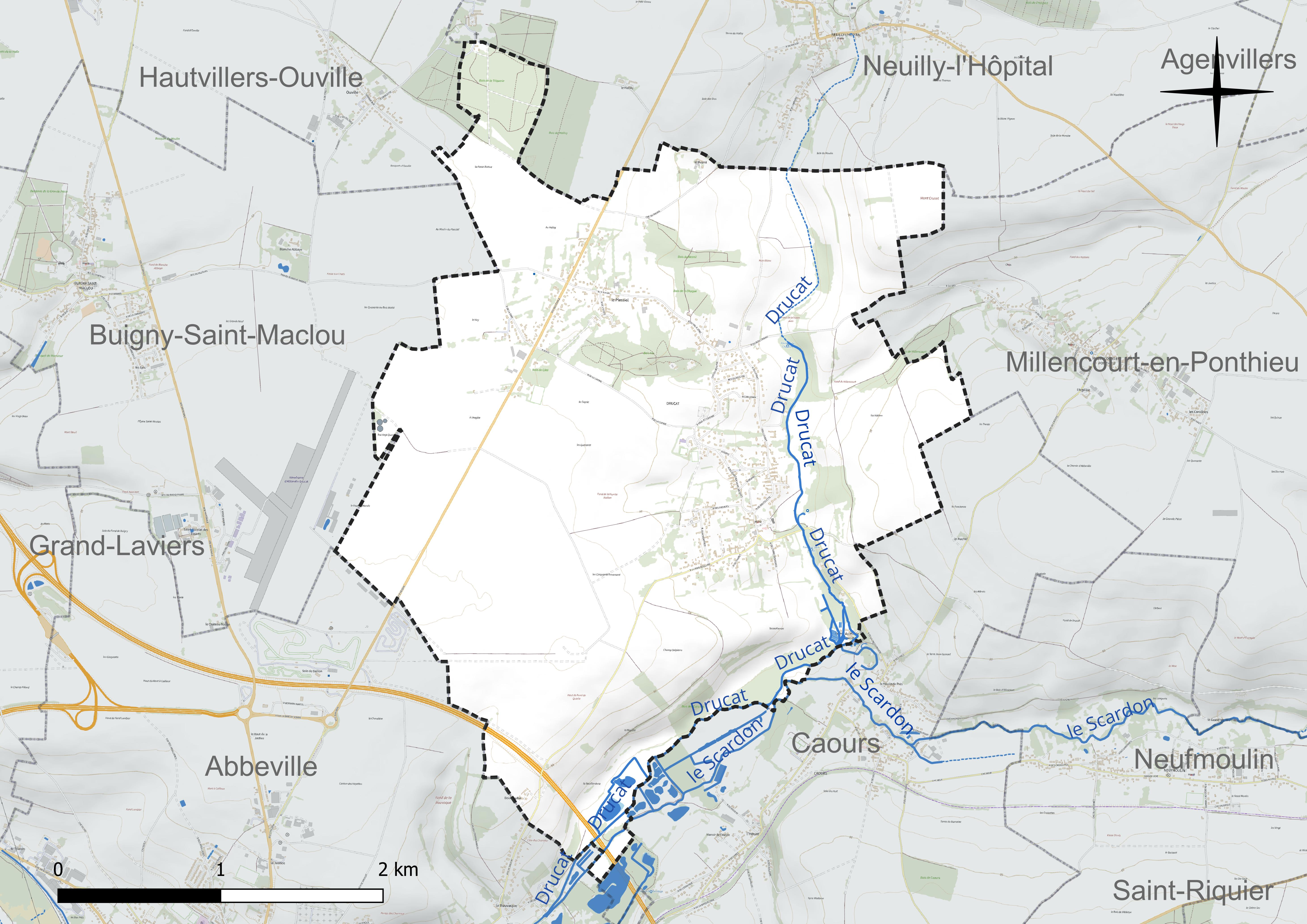
Réseau hydrographique de Drucat.

#### Gestion et qualité des eaux
Le territoire communal est couvert par le schéma d'aménagement et de gestion des eaux (SAGE) « Somme aval et Cours d'eau côtiers ». Ce document de planification concerne un territoire de 1 835 km2 de superficie, délimité par le bassin versant de la Somme canalisée. Le périmètre a été arrêté le 29 avril 2010 et le SAGE proprement dit a été approuvé le 6 août 2019. La structure porteuse de l'élaboration et de la mise en œuvre est le syndicat mixte d'aménagement hydraulique du bassin versant de la Somme (AMEVA).
La qualité des cours d'eau peut être consultée sur un site dédié géré par les agences de l'eau et l'Agence française pour la biodiversité.

### Climat
Pour des articles plus généraux, voir Climat des Hauts-de-France et Climat de la Somme.
En 2010, le climat de la commune est de type climat océanique altéré, selon une étude du CNRS s'appuyant sur une série de données couvrant la période 1971-2000. En 2020, Météo-France publie une typologie des climats de la France métropolitaine dans laquelle la commune est exposée à un climat océanique et est dans la région climatique Côtes de la Manche orientale, caractérisée par un faible ensoleillement (1 550 h/an) ; forte humidité de l'air (plus de 20 h/jour avec humidité relative > 80 % en hiver), vents forts fréquents.
Pour la période 1971-2000, la température annuelle moyenne est de 10,6 °C, avec une amplitude thermique annuelle de 13,2 °C. Le cumul annuel moyen de précipitations est de 769 mm, avec 12,6 jours de précipitations en janvier et 8,2 jours en juillet. Pour la période 1991-2020, la température moyenne annuelle observée sur la station météorologique la plus proche, située sur la commune d'Abbeville à 5 km à vol d'oiseau, est de 11,0 °C et le cumul annuel moyen de précipitations est de 806,2 mm,. Pour l'avenir, les paramètres climatiques de la commune estimés pour 2050 selon différents scénarios d'émission de gaz à effet de serre sont consultables sur un site dédié publié par Météo-France en novembre 2022.
| Mois                                  | jan.             | fév.             | mars          | avril           | mai             | juin          | jui.           | août           | sep.           | oct.          | nov.            | déc.             | année      |
| ------------------------------------- | ---------------- | ---------------- | ------------- | --------------- | --------------- | ------------- | -------------- | -------------- | -------------- | ------------- | --------------- | ---------------- | ---------- |
| Température minimale moyenne (°C)     | 2,2              | 2,3              | 4             | 5,5             | 8,7             | 11,4          | 13,4           | 13,7           | 11,3           | 8,7           | 5,3             | 2,8              | 7,4        |
| Température moyenne (°C)              | 4,6              | 5                | 7,4           | 9,9             | 13              | 15,7          | 17,9           | 18,1           | 15,4           | 12            | 7,9             | 5,1              | 11         |
| Température maximale moyenne (°C)     | 7                | 7,7              | 10,9          | 14,3            | 17,3            | 20,1          | 22,4           | 22,6           | 19,6           | 15,3          | 10,5            | 7,4              | 14,6       |
| Record de froid (°C) date du record   | −17,4 17.01.1985 | −15,2 13.02.1929 | −9,8 04.03.05 | −3,6 11.04.03   | −1,6 02.05.1960 | 0 14.06.1933  | 1,3 29.07.1933 | 4,9 28.08.1979 | 1,3 23.09.1979 | −5 28.10.1931 | −8,2 23.11.1956 | −14,6 20.12.1938 | −17,4 1985 |
| Record de chaleur (°C) date du record | 17,2 10.01.1936  | 19,9 17.02.1950  | 25,2 31.03.21 | 29,3 16.04.1949 | 32,4 25.05.1953 | 35,2 18.06.22 | 41,3 25.07.19  | 37,3 10.08.03  | 33,1 10.09.23  | 27,8 01.10.11 | 21,8 03.11.1927 | 16,3 30.12.22    | 41,3 2019  |
| Précipitations (mm)                   | 64,1             | 53,4             | 52,8          | 50              | 60,4            | 63,3          | 62,1           | 80,6           | 66,6           | 77            | 84,2            | 91,7             | 806,2      |

## Urbanisme

### Typologie
Au 1er janvier 2024, Drucat est catégorisée commune rurale à habitat dispersé, selon la nouvelle grille communale de densité à sept niveaux définie par l'Insee en 2022.
Elle appartient à l'unité urbaine d'Abbeville, une agglomération intra-départementale regroupant cinq  communes, dont elle est une commune de la banlieue,,. Par ailleurs la commune fait partie de l'aire d'attraction d'Abbeville, dont elle est une commune de la couronne,. Cette aire, qui regroupe 73 communes, est catégorisée dans les aires de 50 000 à moins de 200 000 habitants,.

### Occupation des sols
La commune est drainée par la Drucat qui se jette dans le Scardon à Abbeville, elle est donc un sous-affluent du fleuve côtier picard la Somme.
L'occupation des sols de la commune, telle qu'elle ressort de la base de données européenne d'occupation biophysique des sols Corine Land Cover (CLC), est marquée par l'importance des territoires agricoles (82,7 % en 2018), en diminution par rapport à 1990 (85,2 %). La répartition détaillée en 2018 est la suivante : 
terres arables (67,3 %), prairies (10,4 %), zones urbanisées (9,6 %), forêts (6,6 %), zones agricoles hétérogènes (5 %), espaces verts artificialisés, non agricoles (1,1 %). L'évolution de l'occupation des sols de la commune et de ses infrastructures peut être observée sur les différentes représentations cartographiques du territoire : la carte de Cassini (XVIIIe siècle), la carte d'état-major (1820-1866) et les cartes ou photos aériennes de l'IGN pour la période actuelle (1950 à aujourd'hui).

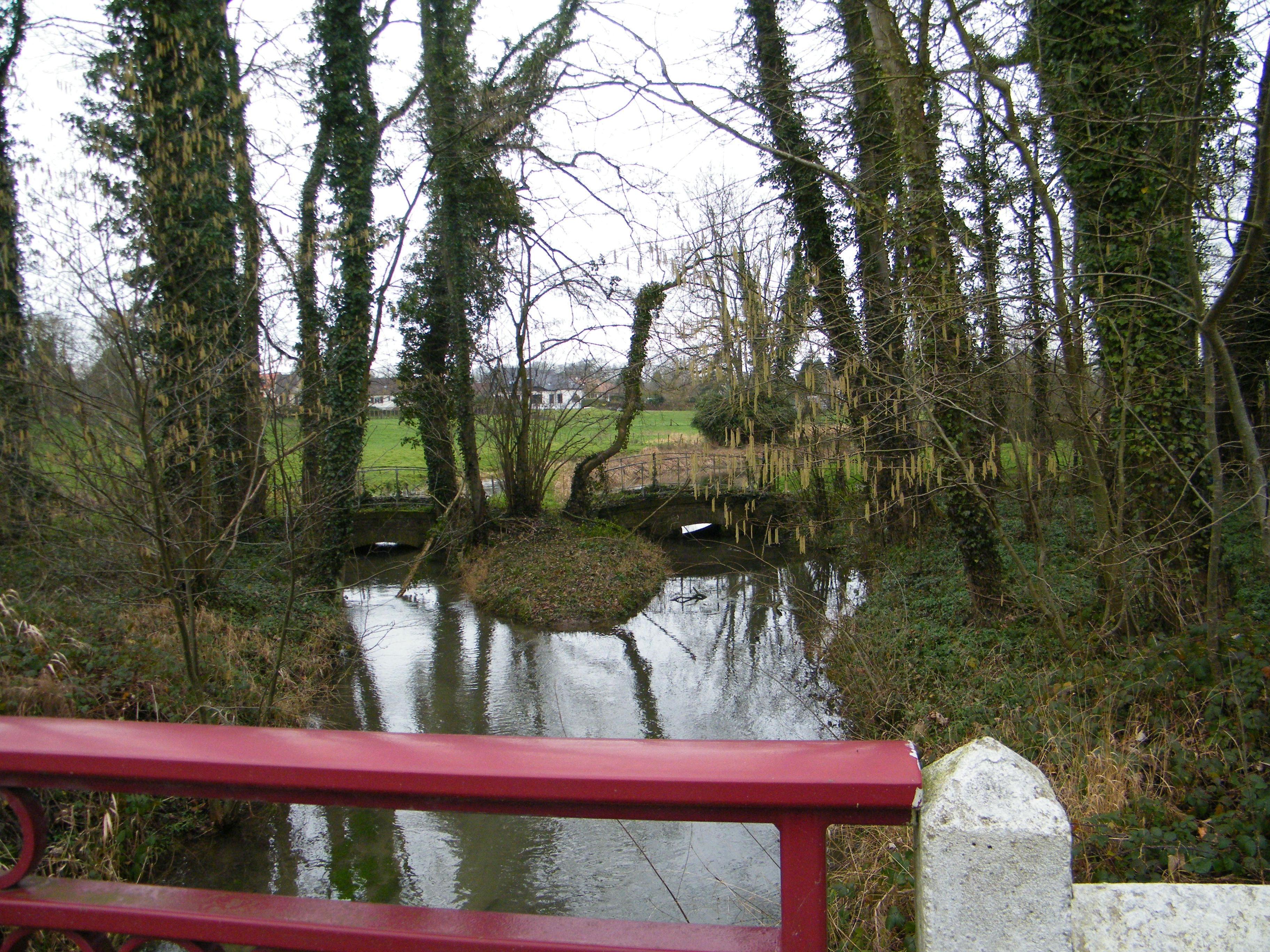
La Drucat.

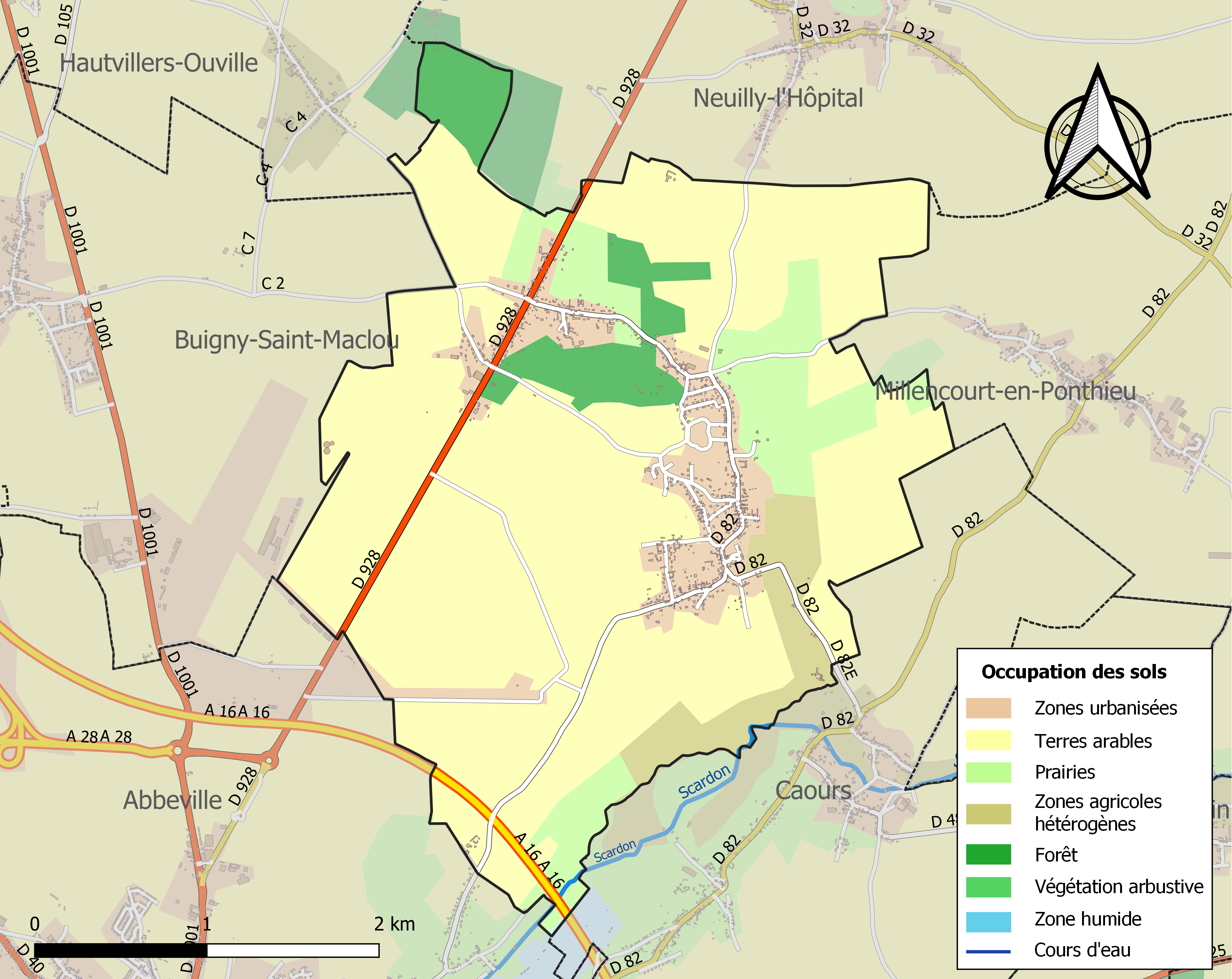
Carte des infrastructures et de l'occupation des sols de la commune en 2018 (CLC).

## Toponymie
Le nom de la localité est attesté sous les formes Durcaptum en 863 (Diplôme Caroli-Calvi.) ; Durchat en  1170 (Jean, comte de Ponthieu. Cartulaire de Valloires) ; Drucat en 1177 (Thibaut, évêque d'Amiens. Dom Cotron) ; Durcat en 1184 (Charte de commune d'Abbeville. Mémoire de la Société d'Emulation) ; Dorcat en 1184 (Histoire des comtes de Ponthieu) ; Durcart en 1192. (Enguerrand de Fontaines, Gallia Christiana) ; Durocatum en 1301 (Dénomb. de l'évêché d'Amiens) ; Drucat-lès-Abbeville en 1427 (Aveu) ; Doucat en 1696 (Etat des armoiries) ; Druca en 1707 ; Drucas en 1753 (Doisy).
Pour les picardisants, c'est Druco, du gaulois duro ou du latin dūrum «  fortification  » avec le gaulois catu, « combat », qui aurait subi l’attraction du latin captus, « pris ».

## Histoire
Des débris de dolmens, des vases, des monnaies de l'époque gallo-romaine ont été mis au jour sur le territoire communal.
Le premier seigneur connu se nomme Rénier de Drucat, il a vécu de 1118 à 1162.
En 1400, la seigneurie est vendue aux de Rambures. Elle passera à la famille Descaules qui l'achète en 1693.
Par héritage, les de Brutelette puis de Mython occuperont le château, transmis par les femmes.

## Politique et administration

### Liste des maires
| Période                                  | Période                      | Identité       | Étiquette | Qualité |
| ---------------------------------------- | ---------------------------- | -------------- | --------- | --- |
| Les données manquantes sont à compléter. |                              |                |           | |
|                                          | mars 2001                    | Joseph Decoëne |           | |
| mars 2001                                | avril 2014                   | Henri Gauret   | DVD       | |
| avril 2014                               | En cours (au 8 octobre 2020) | Laurent Parsis |           | Informaticien Vice-président de la CC de l'Abbevillois (2014 → 2016) Vice-président de la CA de la Baie de Somme (2017 → 2020) Réélu pour le mandat 2020-2026 |

### Distinctions et labels
Village fleuri : une fleur lui est attribuée en 2007 par le Conseil des Villes et Villages Fleuris de France au Concours des villes et villages fleuris.
En 2015, au classement des villes et villages fleuris, deux fleurs récompensent les efforts locaux en faveur de l'environnement.

## Population et société

### Démographie
L'évolution du nombre d'habitants est connue à travers les recensements de la population effectués dans la commune depuis 1793. Pour les communes de moins de 10 000 habitants, une enquête de recensement portant sur toute la population est réalisée tous les cinq ans, les populations de référence des années intermédiaires étant quant à elles estimées par interpolation ou extrapolation. Pour la commune, le premier recensement exhaustif entrant dans le cadre du nouveau dispositif a été réalisé en 2007.

En 2022, la commune comptait 902 habitants, en évolution de −1,64 % par rapport à 2016 (Somme : −1,26 %, France hors Mayotte : +2,11 %).
| 1793 | 1800 | 1806 | 1821 | 1831 | 1836 | 1841 | 1846 | 1851 |
| ---- | ---- | ---- | ---- | ---- | ---- | ---- | ---- | ---- |
| 638  | 579  | 626  | 609  | 637  | 630  | 657  | 607  | 621  |

| 1856 | 1861 | 1866 | 1872 | 1876 | 1881 | 1886 | 1891 | 1896 |
| ---- | ---- | ---- | ---- | ---- | ---- | ---- | ---- | ---- |
| 609  | 598  | 581  | 538  | 530  | 517  | 503  | 523  | 524  |

| 1901 | 1906 | 1911 | 1921 | 1926 | 1931 | 1936 | 1946 | 1954 |
| ---- | ---- | ---- | ---- | ---- | ---- | ---- | ---- | ---- |
| 521  | 524  | 492  | 477  | 476  | 460  | 462  | 318  | 418  |

| 1962 | 1968 | 1975 | 1982 | 1990 | 1999 | 2006 | 2007 | 2012 |
| ---- | ---- | ---- | ---- | ---- | ---- | ---- | ---- | ---- |
| 503  | 504  | 733  | 841  | 890  | 861  | 872  | 873  | 864  |

| 2017 | 2022 | - | - | - | - | - | - | - |
| ---- | ---- | - | - | - | - | - | - | - |
| 921  | 902  | - | - | - | - | - | - | - |

### Enseignement

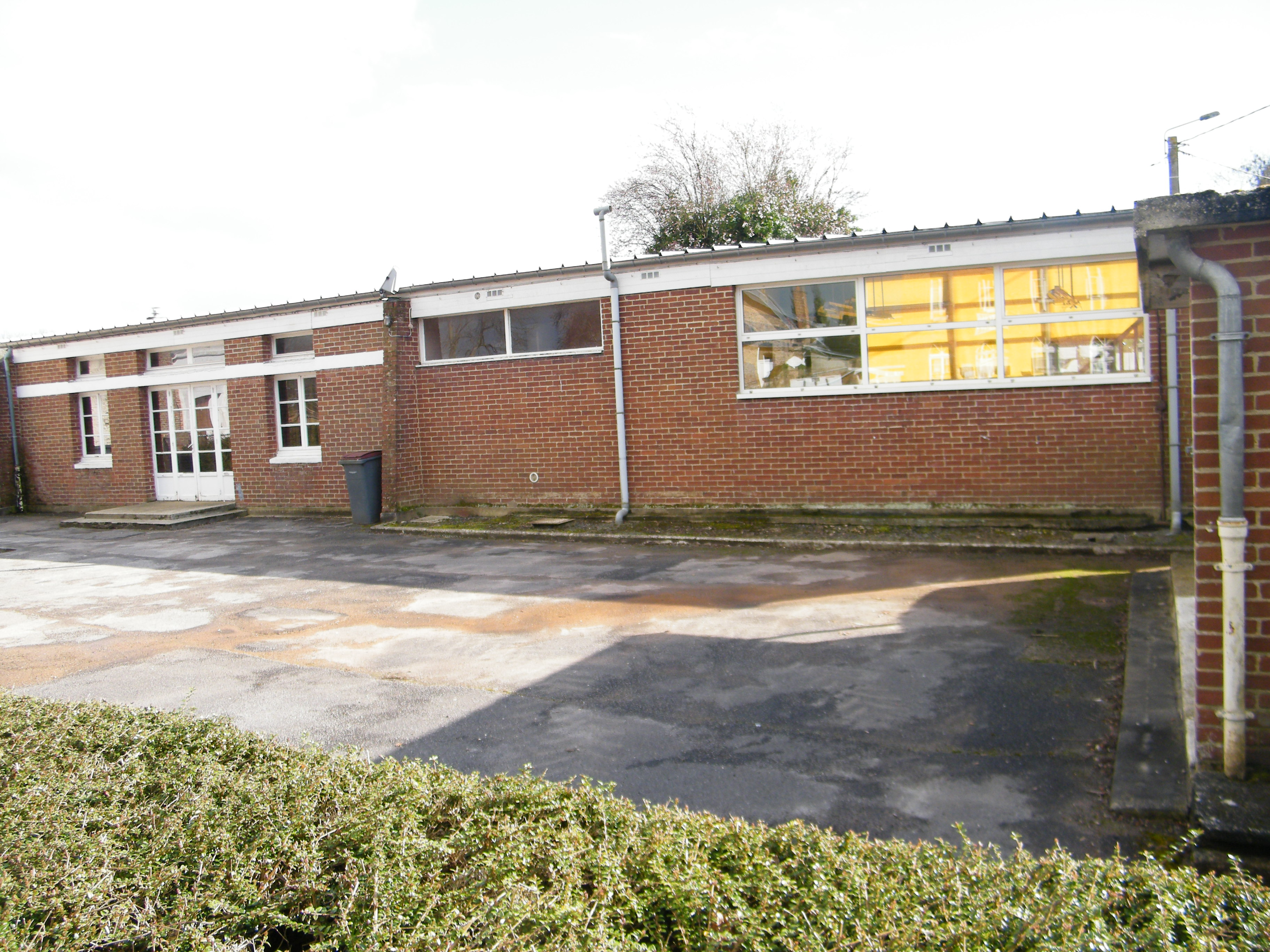
Bâtiments scolaires.

La commune dispose d'une école avec cantine, garderie et services périscolaires. Le 13 mai 2017, cet établissement reçoit le nom de « Les p'tits druides » au cours de l'inauguration du plateau sportif et du dévoilement de l'œuvre du graffeur Yohann dans l'entrée de la salle des fêtes.

### Sport
Drucat Toutes Jambes est le club d'athlétisme de la commune. Il organise des courses locales comme la Cro'Magnon, se déroulant au mois d'août.

## Économie

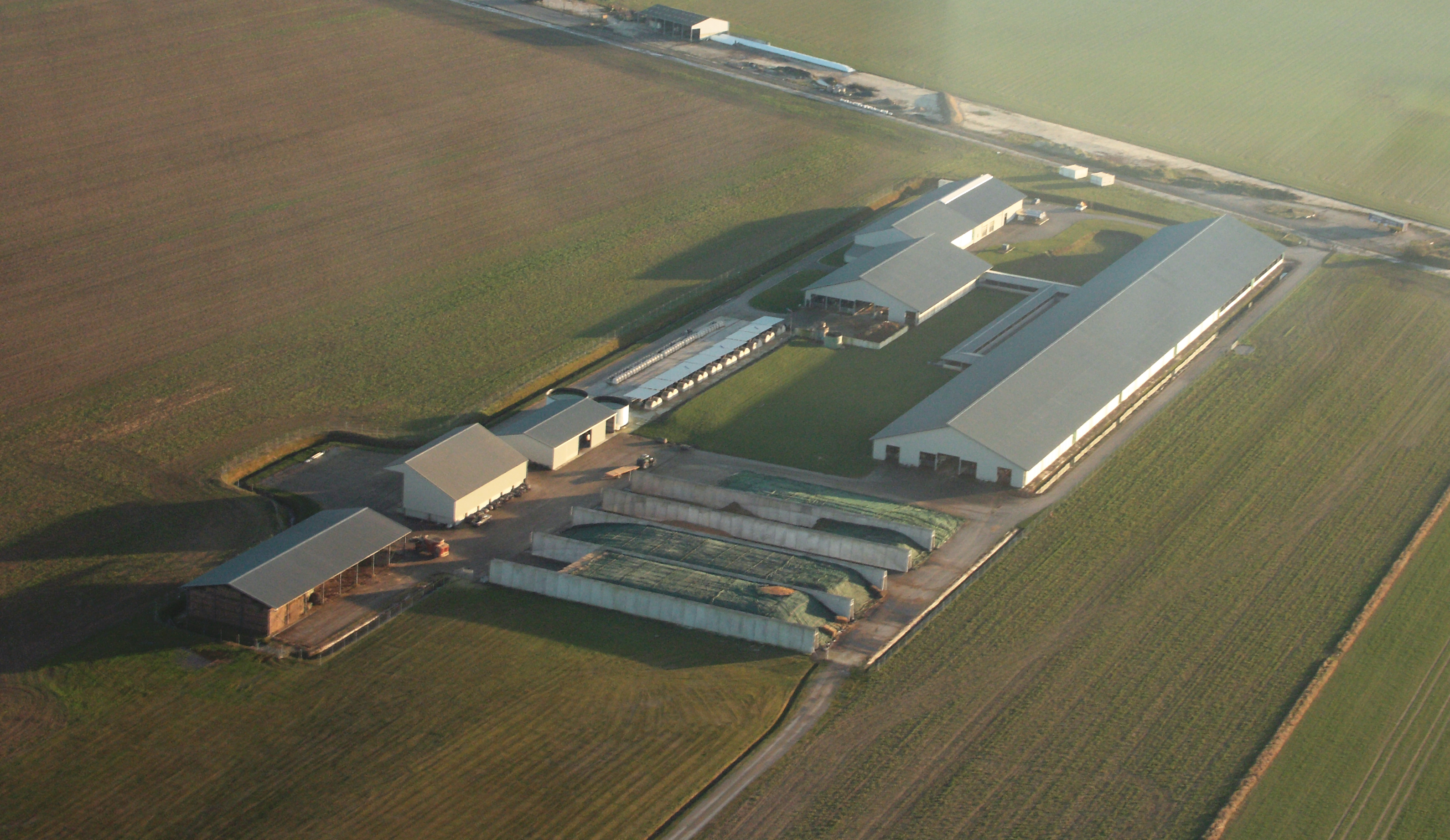
Vue aérienne de la Ferme des Mille vaches en 2016.

Drucat accueille sur son territoire  une petite partie de la ferme des mille vaches, plus grande ferme intensive de France, dont l'exploitation a commencé le 13 septembre 2014. L'exploitation laitière a cessé fin 2020 et les propriétaires souhaitent reconvertir l'exploitation vers les grandes cultures.

## Culture locale et patrimoine

### Lieux et monuments
- Château de Drucat (siège de la Kommandantur durant l'occupation 1940-1945). Il est composé d'un corps d'habitation appareillé en brique et pierre, avec une tour et un toit en ardoise[18].
- L'église Saint-Martin. L'édifice d'origine date de 1325[18].
- La chapelle de Drucat, au bas de la rue Verte (restaurée en 2006-2007).
- Château d'eau du Plessiel, construit sous l'occupation et restauré fin 2005-début 2006.

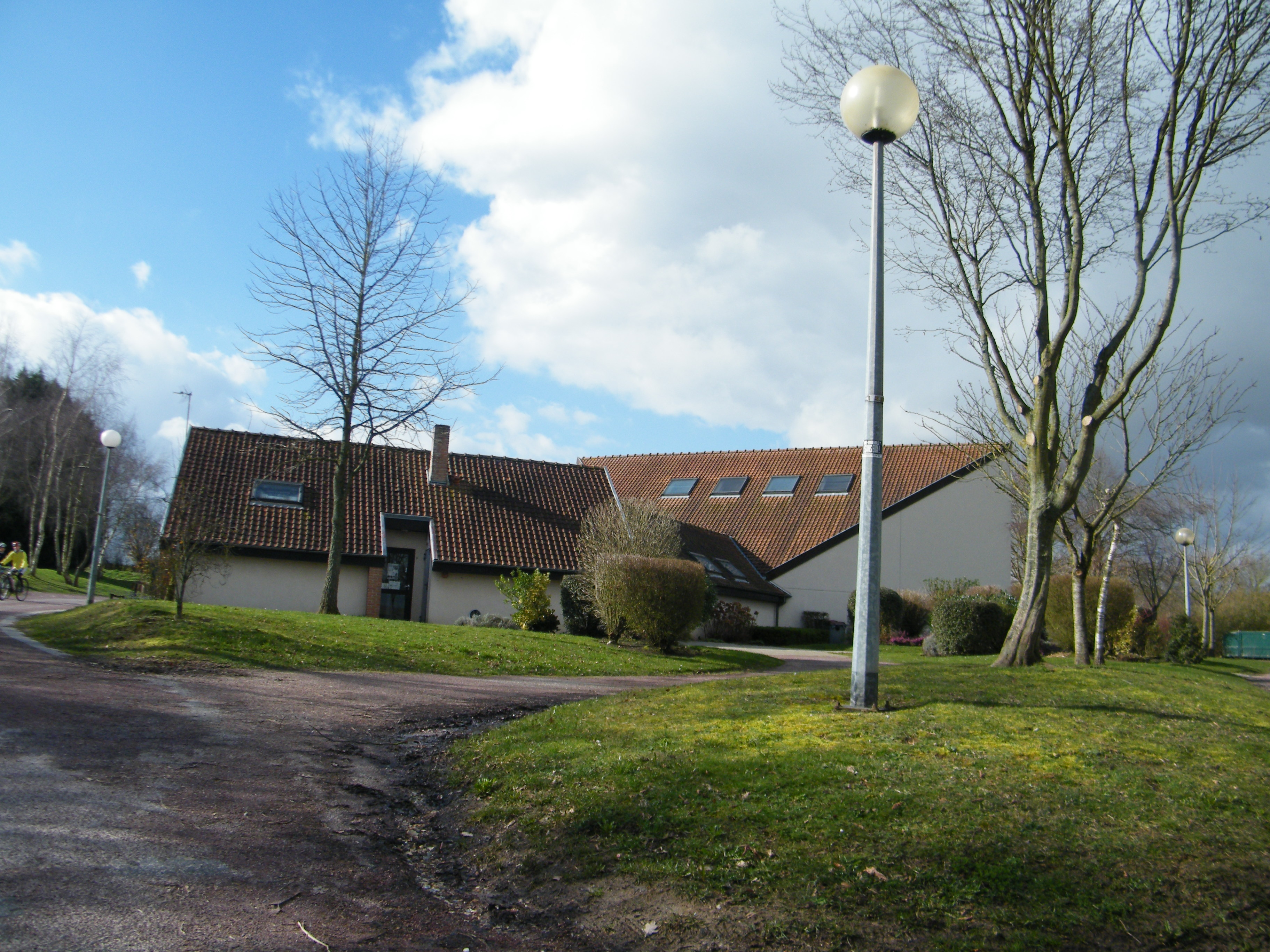
Salle municipale Le Sueur.
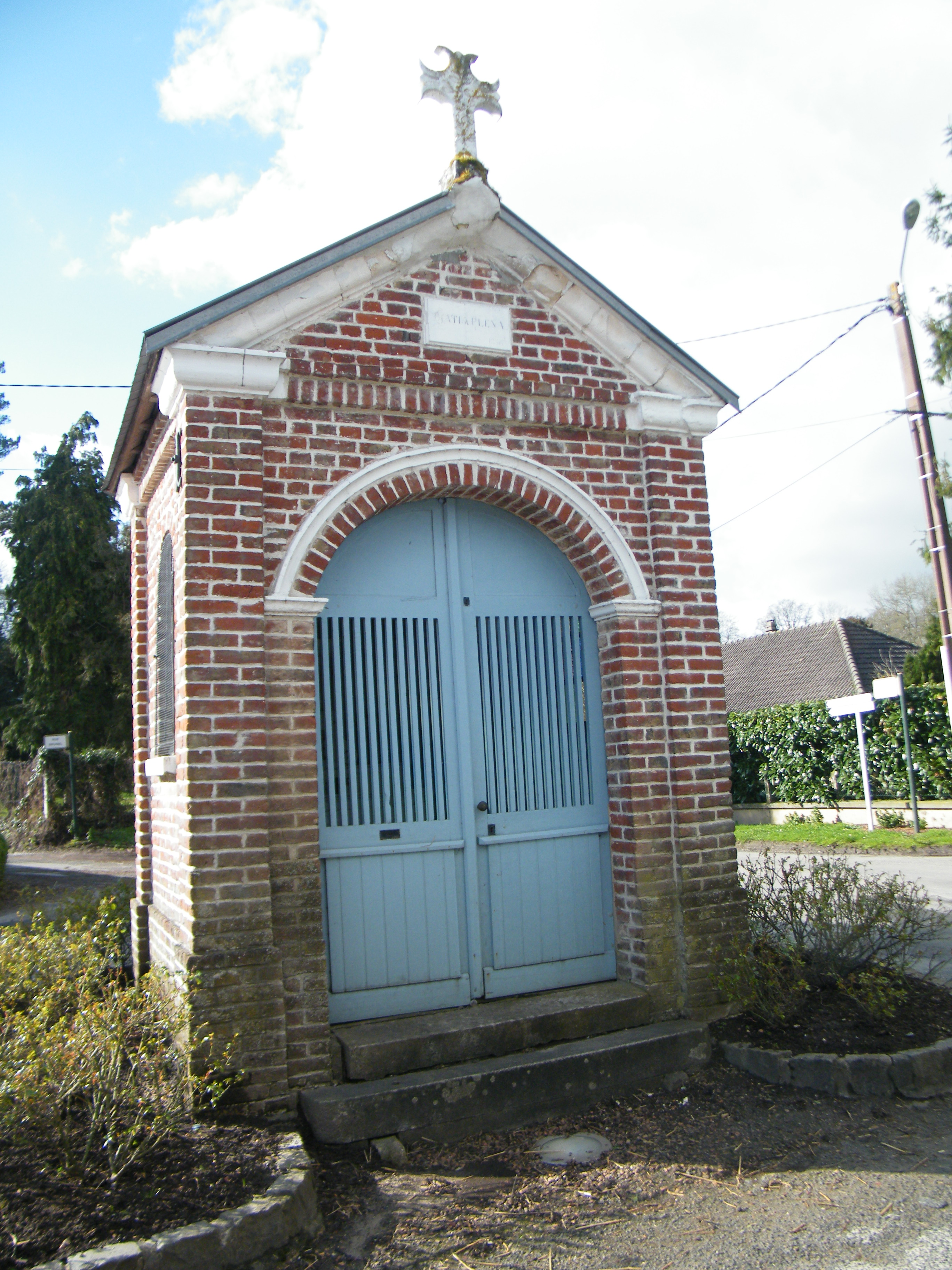
Chapelle à une intersection.
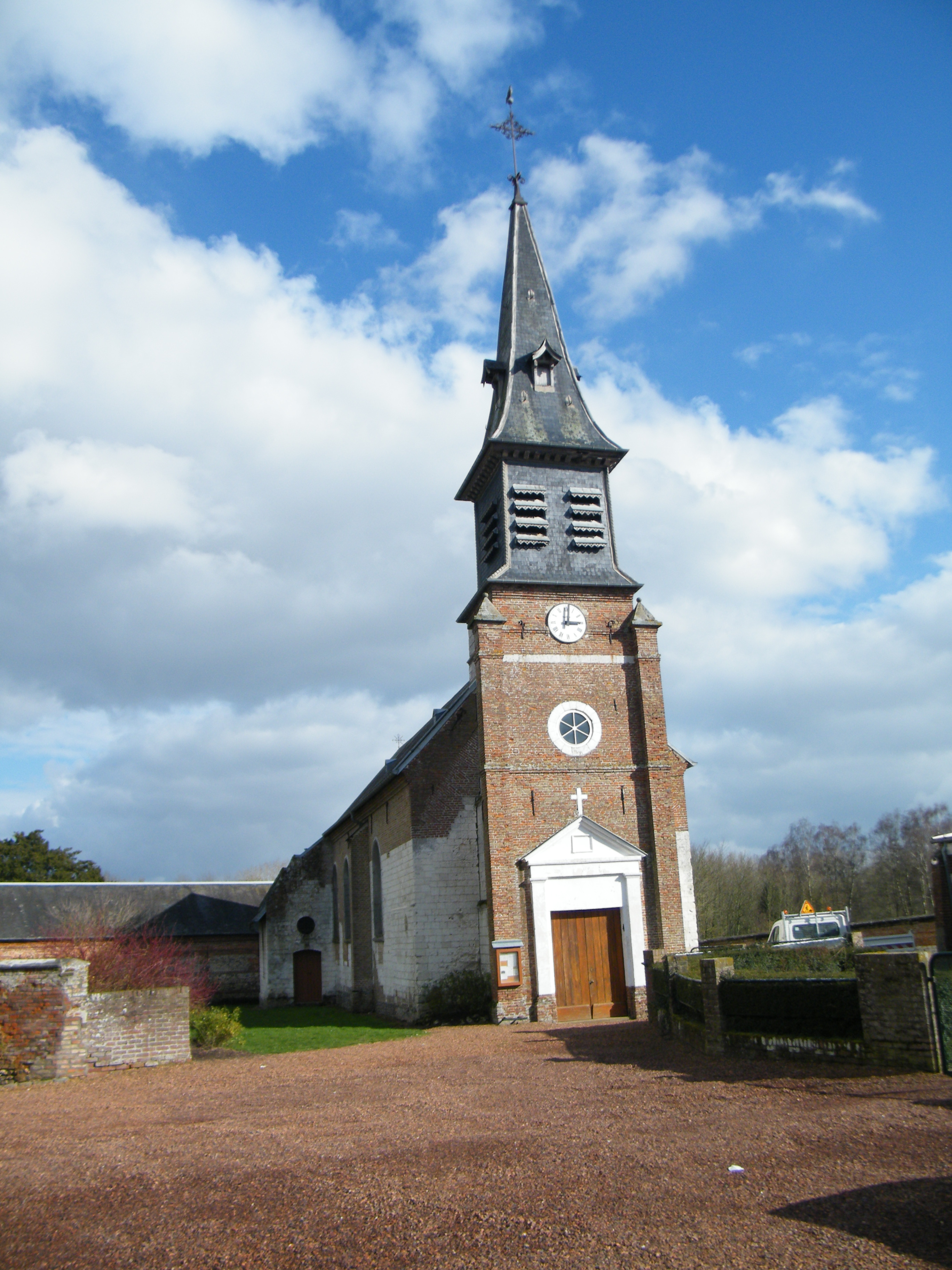
Le clocher.
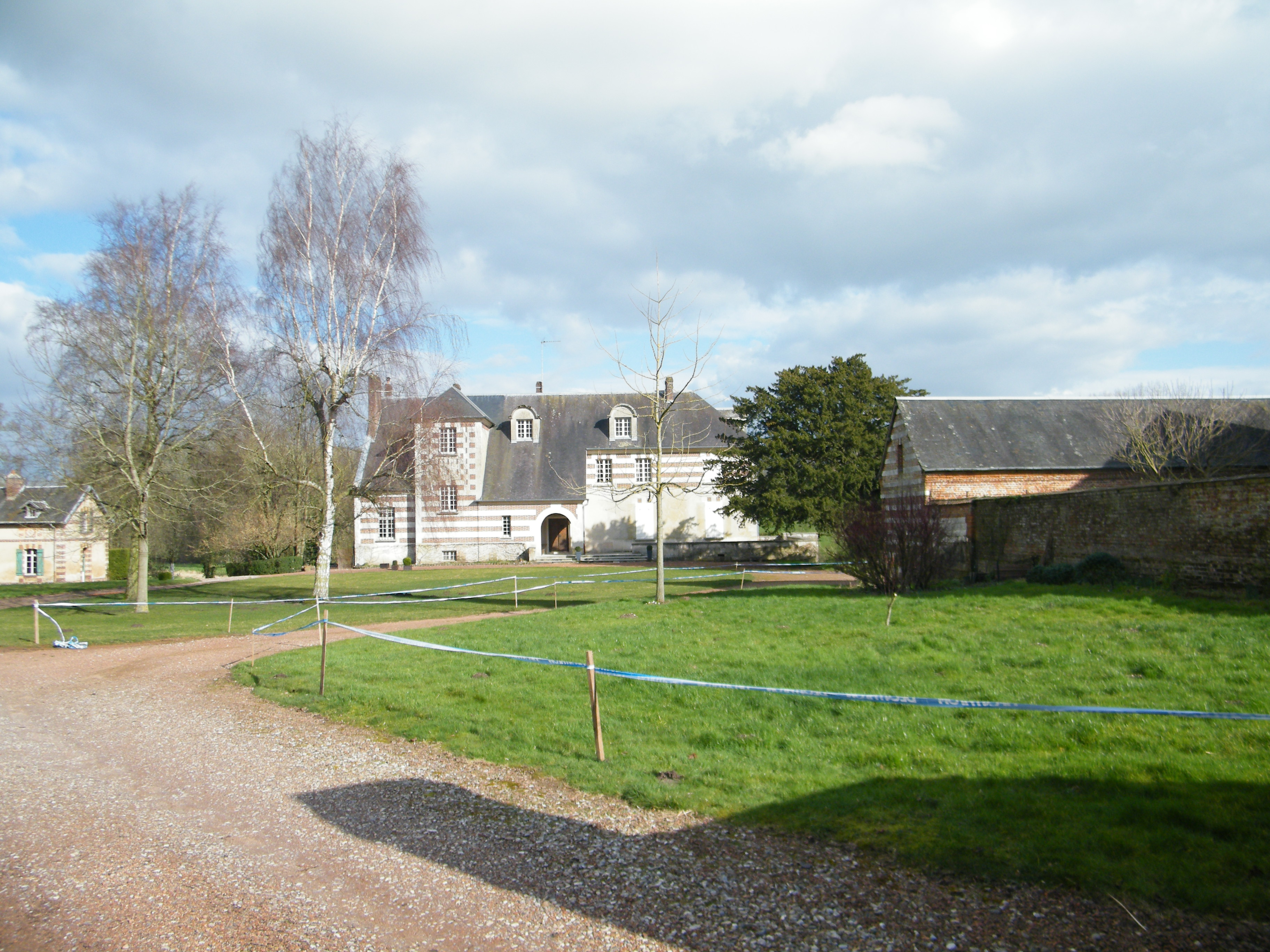
Château sur la place.
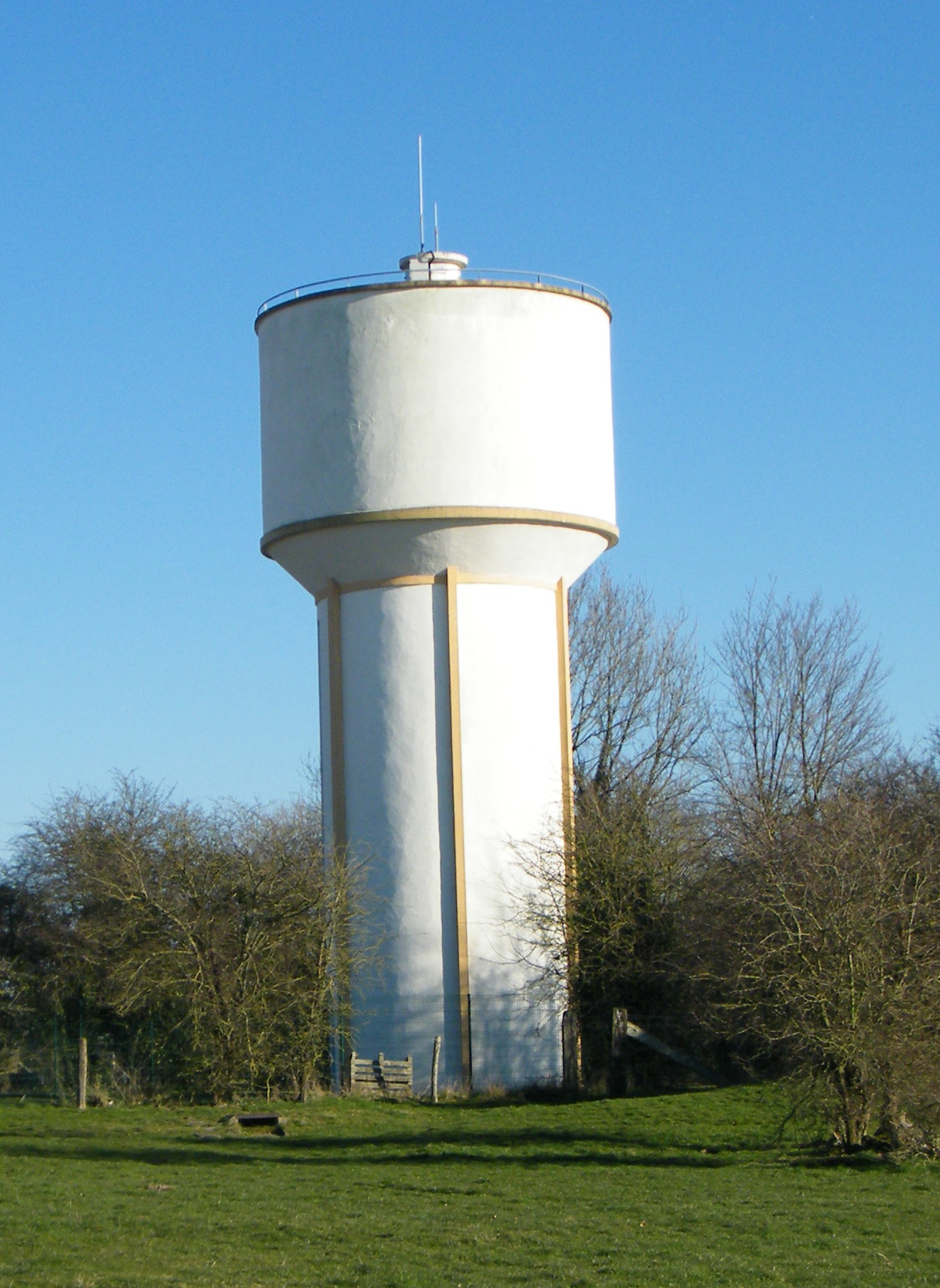
Château d'eau du Plessiel.
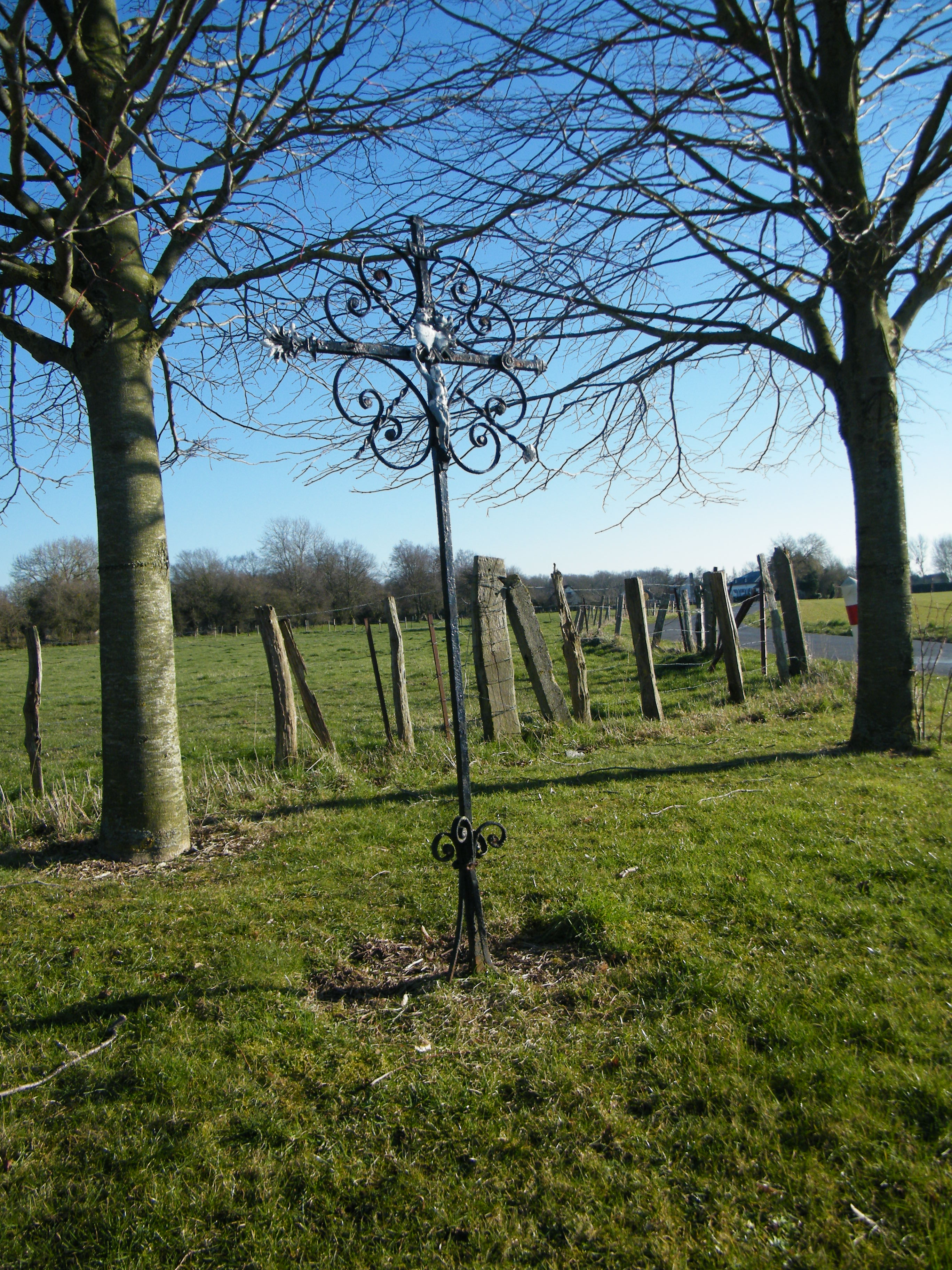
Croix de mission au Plessiel.

### Personnalités liées à la commune
- Jean-François Le Sueur (1760-1837), compositeur, est né au Plessiel, hameau dépendant de la commune de Drucat. Sa demeure était, semble-t-il, située sur l'actuelle route départementale Abbeville-Hesdin, approximativement à mi-distance de l'entrée et de la sortie du village. En 2005, Henri Gauret, maire du village, et son prédécesseur Joseph Decoëne baptisent la salle polyvalente « salle Jean-François-Lesueur » en hommage au compositeur. Une statue à son effigie se trouve à Abbeville, face au théâtre municipal.
- Marcel Godet (1882-1914) historien né à Canchy et marié à Drucat, conservateur de la bibliothèque et du musée d'Abbeville. Son nom est inscrit au Panthéon dans la liste des 560 écrivains morts pour la France.
- Michel Pruvot (1948-), autre artiste célèbre : l'accordéoniste réside à Drucat, dans le quartier du Bois Fin.

### Héraldique
|  | Les armes de la commune se blasonnent ainsi : d'azur fretté d'argent. |